# Santabarbaraíta
La santabarbaraíta es un mineral de la clase de los minerales fosfatos. Fue descubierta en el año 2000 en el distrito minero de Santa Bárbara -por la patrona de los mineros Santa Bárbara- del municipio de Cavriglia, en la región de Toscana (Italia), siendo nombrada así por el lugar donde se descubrió. Sinónimos poco usados son: IMA2000-052, bosforita o azovskita.

## Características químicas
Es un fosfato hidroxilado e hidratado de hierro, sin aniones adicionales. Al formarse a partir de la alteración por oxidación de la vivianita, forma una especie de cristales en racimos que presentan pseudomorfismo con los monoclínicos de este mineral, aunque estructuralmente es amorfa.

## Formación y yacimientos
Aparece en forma de concreciones rellenando cavidades en yacimientos de lignito y en basaltos, formada por oxidación de la vivianita en una secuencia clástica.
Suele encontrarse asociado a otros minerales como: goethita, vivianita y otros fosfatos de hierro.